# Альтенбекен
Альтенбекен (нем. Altenbeken) — община в Германии, в земле Северный Рейн-Вестфалия.
Подчиняется административному округу Детмольд. Входит в состав района Падерборн. Население составляет 9269 человек (на 31 декабря 2010 года). Занимает площадь 76,22 км².
Коммуна подразделяется на 3 сельских округа.

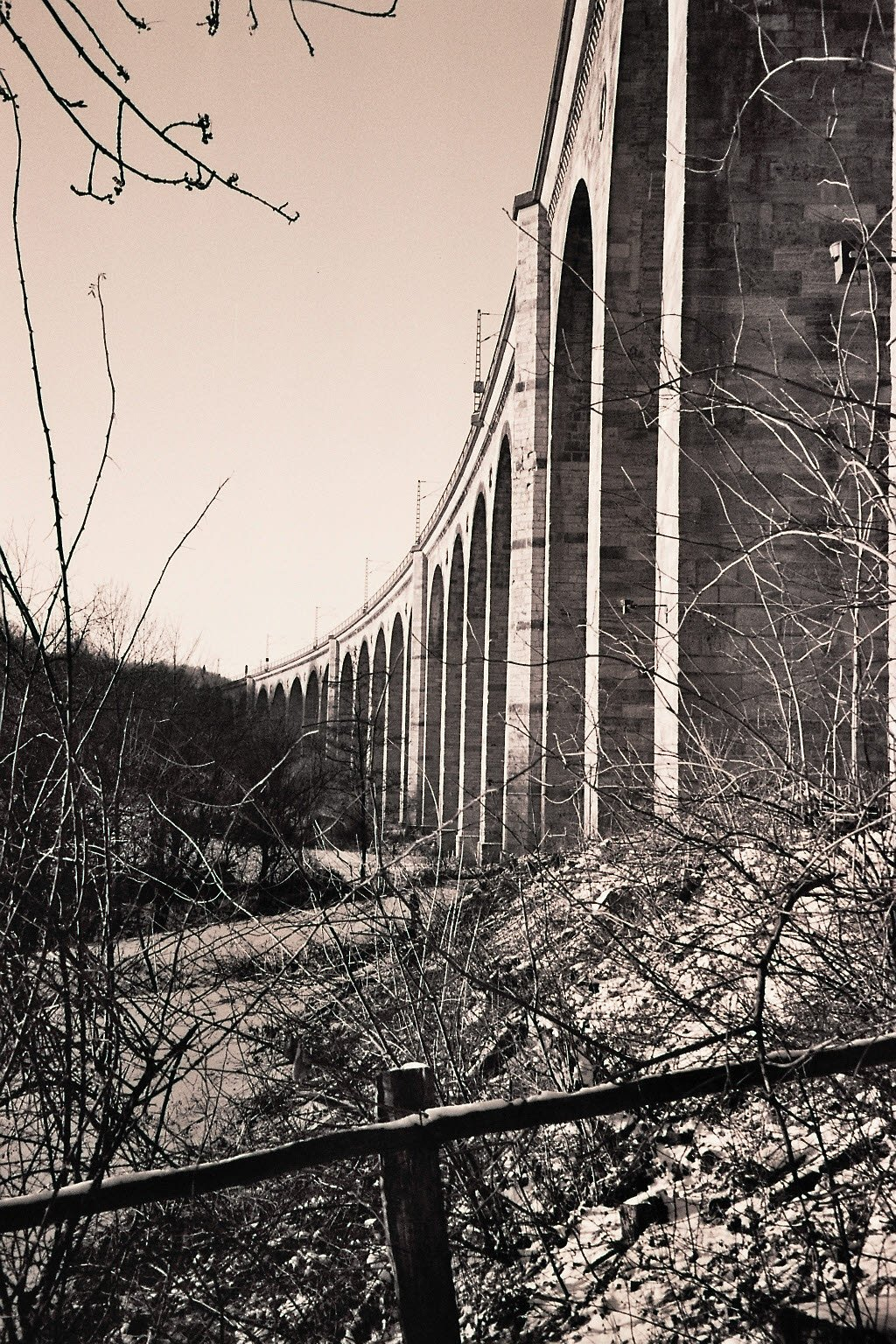
Альтенбекен, виадук